# Фигероа, Хосе Роберто
Хосе Роберто Фигероа Падилья (исп. José Roberto Figueroa; 15 декабря 1959, Оланчито, Йоро — 24 мая 2020, Сан-Франциско, Калифорния) — гондурасский футболист, нападающий. Участник чемпионата мира 1982 года.

## Карьера в футбольных клубах
В 1977 году футболист начал играть за футбольный клуб «Вида». В 1982 году нападающий выиграл чемпионат Гондураса. В 1982 году футболист перешёл в ФК «Реал Мурсия», с которым выиграл второй дивизион Испании и поднялся в Примеру. Нападающий играл в Примере два сезона, сыграл 54 матча и забил 22 гола, из них один в матче против «Реала» 8 апреля 1984 года (2:3) и ещё один в матче против «Барселоны» 12 октября 1984 года (1:1). В 1986—1988 годах Хосе Фигероа играл во втором дивизионе за «Эркулес». В сезоне 1988/89 футболист играл в чемпионате Гондураса за «Мотагуа». В сезоне 1989/90 нападающий играл за «Картахинес» (6 место в чемпионате) и ФК «Вида» (9 место в чемпионате).

## Сборная Гондураса
В 1980 году футболист сыграл первый матч за сборную. В отборочном турнире чемпионата мира 1982 года нападающий сыграл 11 матчей и забил 5 голов. Сборная Гондураса выиграла отборочный турнир и вышла в финальную часть чемпионата мира. На турнире футболист сыграл 3 матча. В отборочном турнире чемпионата мира 1986 года Фигероа сыграл 9 матчей и забил 7 голов. Гондурас занял 2 место и не вышел на чемпионат мира в Мексике.

## Достижения
- Чемпион Гондураса: 1981/82
- Чемпион испанской сегунды: 1982/83